# Белый ветер (компания)
«Бе́лый Ве́тер» — российская компания, работавшая в области розничной торговли и электронной коммерции с 1991 по 2015 год.

## История
Компания была основана 1 августа 1991 года Юрием Дубовицким. В 1994 году она вышла на розничный рынок, открыв магазин на Никольской улице в Москве. Это был один из первых компьютерных магазинов в России, имевший зал самообслуживания.
В 1997 году сопрезидентом компании стал Сергей Шуняев, ответственный за её производственное подразделение. Подразделение выпускало компьютерную технику под брендом RoverComputers и в 2002 году выделилась в независимую структуру.
В августе 2001 года торговой сети была передана в оперативное управление торговая сеть компьютерных магазинов «Компьюлинк», а в июле 2002 года «Белый Ветер» выкупил все её активы.
25 октября 2004 года был произведён ребрендинг: название сети «Белый Ветер» было заменено на «Белый Ветер Цифровой». Был создан свой интернет-сайт, который с 2007 года стал интернет-магазином.
В 2005 году компания была пятой по размеру выручки в стране среди магазинов компьютерной техники.
С 2007 года новым менеджментом и акционерами (казанская финансовая структура) была начата программа по резкому увеличению числа торговых точек по всей территории России, т. е. реализация концепции создания полноценного федерального ретейлера, которых к началу кризиса 2009 года было около 100 и большинство которых ещё не вышли на окупаемость. С начала кризиса падение оборота компании доходило до 40%, что ещё больше усугубило ситуацию с прибыльностью компании. Последующие 4 года компания существовала за счёт дотаций акционеров. Уменьшение расходов достигалось сокращением персонала, арендных ставок, релокацией магазинов, при практически отсутствующем сокращении общего числа магазинов за счёт убыточных, что в данных рыночных условиях было весьма спорным решением. На этом фоне особо остро встала проблема с разрывом cash flow, начались просрочки выплат поставщикам. Активно использовался механизм факторинга под банковские гарантии акционеров, поскольку собственных средств катастрофически не хватало.
В 2013 году компания решила вернуться к предыдущему названию, убрав слово «Цифровой».
К концу 2013 года у компании было более 180 точек.

### Банкротство
В 2013—2014 годах компания столкнулась со значительными трудностями, включая существенный спад выручки, и фактически к середине 2014 года вошла в предбанкротное состояние. К компании было предъявлено более 10 исков от крупнейших поставщиков на сумму более 700 млн рублей (на начало 2014 года), в частности, Sony в августе 2014 года подала иск на 100 млн рублей.
Осенью 2014 года многие магазины по стране закрылись. Компания перерегистрировала головной офис из Москвы в Ульяновск и 18 августа 2014 года подала иск о банкротстве в ульяновский суд, оценив свои долги в 7,2 млрд рублей. Суд, однако, отказал в рассмотрении дела по причине отсутствия филиалов предприятия и основных средств на территории Ульяновской области и передал дело в арбитражный суд Москвы.
23 октября 2015 года арбитражный суд Москвы признал компанию банкротом.
11 июня 2023 года на 60-м году жизни умирает сопрезидент компании в 1997—2002 годах Сергей Шуняев.

## Деятельность
Компания занималась продажей цифровой и компьютерной техники. Компании принадлежали магазины трёх форматов:
- «Твой цифровой магазин»,
- «Твой цифровой бутик»,
- «Цифровой супермаркет».

По итогам 2011 года, по данным самой компании, оборот составил 11,6 млрд руб.